# قائمة جوائز وترشيحات آل التنين
آل التنين هو مسلسل درامي فنتازي أمريكي من إنشاء إتش بي أو وتأليف جورج ر. ر. مارتن وريان كوندال. المسلسل هو بادئة لمسلسل صراع العروش الذي عُرض أيضًا على إتش بي أو من عام 2011 إلى عام 2019 وهو المسلسل التلفزيوني الثاني في سلسلة فرنشايز أغنية الجليد والنار. يعتمد المسلسل على كتاب مارتن الخيالي النار والدم ويروي حرب الخلافة، بعنوان «رقصة التنانين»، بين أفراد عائلة تارجارين والمطالبين بالعرش الحديدي.
عُرض الموسم الأول لأول مرة في 21 أغسطس 2022 وتلقى مراجعات نقدية إيجابية. تم ترشيحه لجوائز متعددة في كل من الفئات الإبداعية والتقنية. تلقى الموسم الأول ثمانية ترشيحات لجوائز إيمي برايم تايم والفنون الإبداعية، بما في ذلك جائزة إيمي برايم تايم لأفضل مسلسل درامي. بالإضافة إلى ذلك، فاز العرض بجائزة جولدن جلوب لأفضل مسلسل تلفزيوني - درامي في عام 2022. تشمل الترشيحات الأخرى جوائز خيار الشعب جوائز اختيار النقاد للأفلام وجوائز نقابة ممثلي الشاشة. كما تلقى طاقم الممثلين العديد من الترشيحات والجوائز عن أعمالهم. تلقى مات سميث وإيما دارسي وميلي آلكوك ترشيحات لجوائز زحل عن أدائهم. تم ترشيح التصوير السينمائي وتصميم الأزياء والمكياج للمسلسل لجوائز نقدية ونقابية متعددة.

## الجوائز والترشيحات
| الجائزة                                        | العام | الفئة                                                                                  | المرشح | النتيجة | المرجع |
| ---------------------------------------------- | ----- | -------------------------------------------------------------------------------------- | --- | ------- | ------ |
| جوائز الجمعية الأمريكية للمصورين السينمائيين   | 2023  | إنجاز متميز في التصوير السينمائي في حلقة من مسلسل تلفزيوني غير تجاري                   | كاثرين جولدشميت (لـ«سيد المد والجزر») | رُشِّح     | [ 5 ]  |
| جوائز الجمعية الأمريكية للمصورين السينمائيين   | 2023  | إنجاز متميز في التصوير السينمائي في حلقة من مسلسل تلفزيوني غير تجاري                   | أليخاندرو مارتينيز (لـ«المجلس الأخضر») | رُشِّح     | [ 5 ]  |
| جوائز نقابة مخرجي الفن للتميز في تصميم الإنتاج | 2023  | التميز في تصميم الإنتاج لمسلسل خيالي مدته ساعة واحدة بكاميرا واحدة                     | جيم كلاي (لـ«ورثة التنين») | رُشِّح     | [ 6 ]  |
| جوائز البافتا الويلزية                         | 2023  | أفضل ممثل                                                                              | ريس ايفانز | رُشِّح     | [ 7 ]  |
| جوائز الأكاديمية البريطانية للحرف التليفزيونية | 2023  | أفضل تصميم مكياج وشعر                                                                  | أماندا نايت، باربي جوير، روزاليا كولورا | فوز     | [ 8 ]  |
| جوائز الأكاديمية البريطانية للحرف التليفزيونية | 2023  | أفضل صوت: الخيال                                                                       | أليستير سيركيت، دوغ كوبر، مارتن سيلي، باولا فيرفيلد، تيم هاندز، أديل فليتشر                                                                | فوز     | [ 8 ]  |
| جوائز الأكاديمية البريطانية للحرف التليفزيونية | 2023  | أفضل المؤثرات الخاصة والبصرية والرسومية                                                | أنجوس بيكرتون، نيكيا فورد، آسا شول، مايك داوسون، إم بي سي، بيكسوموندو                                                                      | فوز     | [ 8 ]  |
| جوائز الجمعية البريطانية للمصورين السينمائيين  | 2023  | أفضل تصوير سينمائي في دراما تلفزيونية                                                  | فابيان فاغنر (لـ«ورثة التنين») | رُشِّح     | [ 9 ]  |
| جوائز نقابة مصممي الأزياء                      | 2023  | التميز في مجال الخيال العلمي/الخيال التلفزيوني                                         | جاني تميم (لـ«ورثة التنين») | فوز     | [ 10 ] |
| جوائز اختيار النقاد                            | 2023  | أفضل مسلسل درامي                                                                       | آل التنين | رُشِّح     | [ 11 ] |
| جوائز اختيار النقاد                            | 2023  | أفضل ممثل مساعد في مسلسل درامي                                                         | مات سميث | رُشِّح     | [ 11 ] |
| جوائز اختيار النقاد                            | 2023  | أفضل ممثلة مساعدة في مسلسل درامي                                                       | ميلي آلكوك | رُشِّح     | [ 11 ] |
| جوائز سوبر اختيار النقاد                       | 2023  | أفضل سلسلة خيال علمي/فانتازيا                                                          | آل التنين | رُشِّح     | [ 12 ] |
| جوائز سوبر اختيار النقاد                       | 2023  | أفضل ممثل في مسلسل خيال علمي/فانتازيا                                                  | مات سميث | رُشِّح     | [ 12 ] |
| جوائز سوبر اختيار النقاد                       | 2023  | أفضل ممثلة في مسلسل خيال علمي/فانتازيا                                                 | ميلي آلكوك | رُشِّح     | [ 12 ] |
| جوائز سوبر اختيار النقاد                       | 2023  | أفضل شرير في مسلسل                                                                     | مات سميث | رُشِّح     | [ 12 ] |
| جوائز الغولدن غلوب                             | 2023  | أفضل مسلسل تلفزيوني – دراما                                                            | آل التنين | فوز     | [ 13 ] |
| جوائز الغولدن غلوب                             | 2023  | أفضل ممثلة في مسلسل تلفزيوني – دراما                                                   | إيما دارسي | رُشِّح     | [ 13 ] |
| جوائز العرض الدعائي الذهبي                     | 2022  | أفضل مسلسل درامي لمسلسل تلفزيوني/بث مباشر (إعلان دعائي/إعلان تشويقي/إعلان تلفزيوني)    | آل التنين | فوز     | [ 14 ] |
| جوائز العرض الدعائي الذهبي                     | 2023  | أفضل مغامرة خيالية لمسلسل تلفزيوني/بث مباشر (إعلان دعائي/إعلان ترويجي/إعلان تلفزيوني)  | «الوريث» (حفيد) | رُشِّح     | [ 15 ] |
| جوائز العرض الدعائي الذهبي                     | 2023  | أفضل مونتاج صوتي لمسلسل تلفزيوني/بث مباشر (إعلان دعائي/إعلان تشويقي/إعلان تلفزيوني)    | «الوريث» (حفيد) | رُشِّح     | [ 15 ] |
| جوائز جمعية نقاد هوليوود للتلفزيون             | 2023  | أفضل ممثلة في مسلسل درامي على شبكة البث أو الكابل                                      | إيما دارسي | رُشِّح     | [ 16 ] |
| جوائز جمعية نقاد هوليوود للتلفزيون             | 2023  | أفضل ممثل مساعد في مسلسل درامي على شبكة بث أو كابل                                     | مات سميث | رُشِّح     | [ 16 ] |
| جوائز نقابة فناني المكياج ومصففي الشعر         | 2023  | أفضل مكياج الفترة و/أو الشخصية في مسلسل تلفزيوني، أو مسلسل قصير أو مسلسل تلفزيوني جديد | أماندا نايت، سارة كرامر، هيذر ماكمولين | رُشِّح     | [ 17 ] |
| جوائز إم تي في للأفلام                         | 2023  | أفضل أداء مبتكر                                                                        | إيما دارسي | رُشِّح     | [ 18 ] |
| جوائز خيار الشعب                               | 2022  | برنامجك التلفزيوني المفضل لعام 2022                                                    | آل التنين | رُشِّح     | [ 19 ] |
| جوائز خيار الشعب                               | 2022  | برنامج الخيال العلمي/الخيال المفضل لعام 2022                                           | آل التنين | رُشِّح     | [ 19 ] |
| جائزة الإيمي برايم تايم                        | 2024  | أفضل مسلسل درامي                                                                       | آل التنين | رُشِّح     | [ 20 ] |
| جوائز إيمي للفنون الإبداعية                    | 2024  | أفضل سلسلة قصيرة غير روائية أو واقعية                                                  | آل التنين: داخل الحلقة | رُشِّح     | [ 20 ] |
| جوائز إيمي للفنون الإبداعية                    | 2024  | تصميم إنتاجي متميز لفترة سردية أو برنامج خيالي (ساعة واحدة أو أكثر)                    | جيم كلاي، دومينيك ماسترز، وكلير نيا ريتشاردز (لـ«ورثة التنين»)                                                                             | رُشِّح     | [ 20 ] |
| جوائز إيمي للفنون الإبداعية                    | 2024  | أفضل تصوير سينمائي لمسلسل (ساعة واحدة)                                                 | كاثرين جولدشميت (لـ «سيد المد والجزر») | رُشِّح     | [ 20 ] |
| جوائز إيمي للفنون الإبداعية                    | 2024  | أزياء متميزة من الخيال العلمي                                                          | جاني تميم، كاثرين بورشيل، بول يويل، المصممة راشيل جورج، جوانا لينش (لـ«ورثة التنين»)                                                       | فوز     | [ 20 ] |
| جوائز إيمي للفنون الإبداعية                    | 2024  | مكياج الفترة و/أو الشخصية المتميز (غير الاصطناعي)                                      | أماندا نايت، هانا إكليستون، هيذر ماكمولين، كاشيا هيندز، هارييت طومسون، ناتالي ويكينز، بوني مونجر (لـ«نُنير الطريق»)                         | رُشِّح     | [ 20 ] |
| جوائز إيمي للفنون الإبداعية                    | 2024  | مكياج اصطناعي متميز                                                                    | باري جوير، سارة جوير، إيما فولكس، دونكان جارمان، باولا إيدن (لـ«سيد المد والجزر»)                                                          | رُشِّح     | [ 20 ] |
| جوائز إيمي للفنون الإبداعية                    | 2024  | أفضل تحرير صوتي لمسلسل كوميدي أو درامي (ساعة واحدة)                                    | آل سيركيت، تيم هاندز، أديل فليتشر، باولا فيرفيلد، ديفيد كلوتز، تيميري دوبلات، ماثياس شوستر، بارنابي سميث، باولا بورام (لـ«الملكة السوداء») | رُشِّح     | [ 20 ] |
| جوائز إيمي للفنون الإبداعية                    | 2024  | أفضل المؤثرات البصرية الخاصة في موسم أو فيلم                                           | أنجوس بيكرتون، نيكيا فورد، توماس هورتون، سفين مارتن، مارك سبندلر، مارك داوث، سيباستيان ميسزمان، مايك بيل وتوبياس غرا وينبلاد               | رُشِّح     | [ 20 ] |
| جوائز كويرتيز                                  | 2023  | أفضل أداء تلفزيوني                                                                     | إيما دارسي | الوصيف  | [ 21 ] |
| جائزة زحل                                      | 2024  | أفضل مسلسلات الخيال التلفزيوني                                                         | آل التنين | رُشِّح     | [ 22 ] |
| جائزة زحل                                      | 2024  | أفضل ممثلة في مسلسل تلفزيوني                                                           | إيما دارسي | رُشِّح     | [ 22 ] |
| جائزة زحل                                      | 2024  | أفضل ممثل مساعد في مسلسل تلفزيوني                                                      | مات سميث | رُشِّح     | [ 22 ] |
| جائزة زحل                                      | 2024  | أفضل أداء لممثل أصغر سناً على شاشة التلفزيون                                            | ميلي آلكوك | رُشِّح     | [ 22 ] |
| جائزة ساتالايت                                 | 2024  | أفضل سلسلة من النوع                                                                    | آل التنين | رُشِّح     | [ 23 ] |
| جائزة نقابة ممثلي الشاشة                       | 2023  | أداء متميز لفرقة من الممثلين الماهرين في مسلسل تلفزيوني                                | آل التنين | رُشِّح     | [ 24 ] |
| جوائز جمعية المؤثرات البصرية                   | 2023  | تأثيرات بصرية متميزة في حلقة مصورة واقعية                                              | أنجوس بيكرتون، نيكيا فورد، سفين مارتن، مايكل بيل، مايكل داوسون (لـ«الملكة السوداء»)                                                        | رُشِّح     | [ 25 ] |
| جوائز جمعية المؤثرات البصرية                   | 2023  | تأليف وإضاءة متميزتين في حلقة واحدة                                                    | كيفن فريدريش، شون رافيل، فلوريان فرانك، أندرياس ستاينلاين (لـ«الملكة السوداء»)                                                             | رُشِّح     | [ 25 ] |